# Nyctibatrachus minimus
Nyctibatrachus minimus (лат.) — один из видов настоящих лягушек.
Данный вид был обнаружен доктором С. Д. Биджу (S. D. Biju) из университета Дели и его коллегами в 2007 году. В настоящее время является самой миниатюрной лягушкой из всех когда-либо найденных в Индии.

## Распространение
В естественных условиях обитает во влажных тропических вечнозелёных лесах западной горной цепи штата Керала. Встречается под опавшими листьями, а также среди корней папоротников.

## Биологическое описание
Средний размер, которого достигают самцы — 12,5 мм.
Поверхность кожи окрашена в различные оттенки коричневого цвета.
На русском языке у вида нет устоявшего названия, возможный вариант — малая южноиндийская лягушка.